# Кубок Беларуси по волейболу среди женщин
Кубок Беларуси (Белоруссии) по волейболу среди женщин — ежегодное соревнование женских волейбольных команд Беларуси. Проводится с 1992 года.

## Формула соревнований
Соревнования состоят из предварительного этапа, плей-офф и «финала четырёх». В финале розыгрыша 2024 «Минчанка» победила «Прибужье» 3:0,

## Победители
- 1992 «Амкодор» Минск
- 1993—1995 турнир не проводился
- 1996 «Надежда» Гомель
- 1997 «Амкодор» Минск
- 1998 «Амкодор» Минск
- 1999 «Амкодор» Минск
- 2000 «Ковровщик» Брест
- 2001 «Атлант» Барановичи
- 2002 «Ковровщик» Брест
- 2003 «Ковровщик» Брест
- 2004 «Ковровщик» Брест
- 2005 «Атлант-БарГУ» Барановичи
- 2006 «Минчанка» Минск
- 2007 «Минчанка» Минск
- 2008 турнир не проводился
- 2009 «Атлант-БарГУ» Барановичи
- 2010 «Атлант-БарГУ» Барановичи
- 2011 «Атлант-БарГУ» Барановичи
- 2012 «Атлант» Барановичи
- 2013 «Неман-ГрГУ» Гродно
- 2014 «Прибужье» Брест
- 2015 «Прибужье» Брест
- 2016 «Минчанка» Минск
- 2017 «Минчанка» Минск
- 2018 «Минчанка» Минск
- 2019 «Минчанка» Минск
- 2020 «Минчанка» Минск
- 2021 «Минчанка» Минск
- 2022 «Прибужье» Брест
- 2023 «Минчанка» Минск
- 2024 «Минчанка» Минск

## Источник
- Волейбол. Энциклопедия/Сост. В. Л. Свиридов. Москва: Издательства «Человек» и «Спорт» — 2016.